# Sinagoga Maisel
La sinagoga Maisel è una sinagoga neo-gotica di Praga che risale agli anni 1590-1592 e che è stata ricostruita nel 1893-1905. Situata nell'antico ghetto ebraico della città, Josefov, essa ospita la prima parte di un'esposizione dedicata alla storia degli ebrei in Boemia.

## Storia
La sinagoga Maisel fu costruita fra il 1590 e il 1592 dal sindaco del Quartiere Ebraico, Mordechai Maisel, che finanziò la ricostruzione estensiva del ghetto durante il Rinascimento. I ricostruttori di questa sinagoga erano Josef Wahl e Juda Goldsmied di Herz.
Nel 1689 l'edificio originale fu seriamente danneggiato nel corso di un incendio e fu in seguito restaurato in stile barocco.
Più tardi fu ampiamente riedificato in stile neogotico dal professor A. Grott nel 1893-1905. Tutto quanto era rimasto intatto dell'edificio rinascimentale era il piano del salone tripartito centrale, col piano superiore riservato alle donne.

## Esposizione
La prima parte d'una esposizione consacrata alla storia degli ebrei in Boemia e in Moravia dall'inizio dell'insediamento fino agli inizi dell'emancipazione si tiene attualmente nella sinagoga Maisel, per iniziativa del Museo Ebraico.